# Alexis-Joseph Harger
Alexis-Joseph Harger (ou Hargier, selon les minutes des notaires de Paris) est un maître écrivain français actif durant plus un demi-siècle (vers 1755-1810). 

## Biographie
Alexis-Joseph Harger est né à Paris le 16 novembre 1736 . Il vivait encore en 1813.
Il était le neveu et héritier pour un quart, de Jean-Baptiste Harger, mort en 1792.
En 1767, Alexis Joseph Harger demeurait paroisse Saint Roch, à Paris. En 1796-1797, lors du procès Babeuf où il fut appelé comme expert et vérificateur, il demeurait rue des Rosiers, n° 12.
Il fut membre de plusieurs loges maçonniques, « l'un des patriarches de la maçonnerie » : loge de l'Union parfaite Saint Jean et Sainte Claire (1799-1800) ; vénérable de la loge Sainte Thérèse des amis de la Constance (1806, 1809) ; grand-officier du Grand Orient (1807) ; garde des sceaux de la loge Saint Jean du bon accord (1803) ; membre honoraire de la loge des Admirateurs de l'univers (1809) ; doyen d'âge de la loge Jérusalem (1810).
Il fut président du comité de bienfaisance de la Division des droits de l'homme.

## Carrière professionnelle
Il a été reçu le 19 septembre 1754 dans la corporation des maîtres écrivains jurés de Paris. Il était spécialisé en vérification d'écritures. En 1777, à l'âge de 44 ans, il a eu un procès contre un certain Duchesne, falsificateur de billets de loterie. Cette année-là et jusqu'en 1779 au moins, il demeurait rue des Roziers paroisse Saint-Gervais.
Il fut expert écrivain auprès des tribunaux et du trésor public ; à ce titre, il fut appelé à la barre dans plusieurs procès célèbres, afin de déterminer l'authenticité de lettres signées (procès Babeuf, Drouet, Custine).
Il fut membre de différentes sociétés :
- membre de l'Académie royale d'écriture, depuis au moins 1772. En décembre 1775, il lut dans cette Académie un discours sur l'art de l'écriture « dont il détailla les avantages ainsi que les dangers auxquels expose une écriture négligée. Effrayé de la multiplicité des mauvaises écritures, il démontra qu'elles provenaient, la plupart, du défaut de liberté des mains » (L'esprit des journaux, mars 1776, p. 273).
- membre du Bureau académique d'écriture, depuis 1779 et jusqu'en 1789 au moins [4], et en a été quelques années secrétaire, puis secrétaire perpétuel. Il contribua à plusieurs reprises aux Mémoires édités par ce Bureau, entre 1779 et 1788 au moins. Comme expert en écritures, il fut appelé à la barre lors du procès Babeuf, et prouva que quantité de lettres étaient fausses.
- membre de la Société libre d'institution , dont il fut le président en 1798.

Dans le Mercure de France de janvier 1773, « le sieur Harger, Expert-Ecrivain-Verificateur, ancien professeur de vérifications & ancien professeur de grammaire françoise en l'Académie royale d'écriture, donne avis qu'indépendamment des leçons particulières qu'il donne tous les jours chez lui, excepté le jeudi (...) il fera, d'après les meilleurs auteurs modernes, plusieurs cours de grammaire par an » (p. 201).
Ses Observations ne parlent que d'une quinzaine de maîtres écrivains et ne donnent qu'assez peu d'éléments concrets sur leur biographie. En revanche Harger insiste sur les filiations professionnelles : Jean-Baptiste Alais de Beaulieu eut pour élèves Olivier-François Sauvage, Louis Rossignol, Nicolas Marlié, Louis Michel et nombre d'autres qui formaient au début du XVIIIe siècle le gros de la Communauté des maîtres écrivains jurés. Louis Rossignol eut lui-même pour élèves Pierre-Benjamin Gallemant, Hénard, Charles Paillasson et André-François Roland.

## Œuvres
- Alexis-Joseph Harger. L’Art de l’écriture démontré tant par des modèles que par des discours et dissertations sur ses principes : ouvrage dans lequel on combat des idées fausses sur l’enseignement de cet art, et où l’on fait voir que l’art de vérifier en est une dépendance naturelle ; que l’on ne peut être bon vérificateur qu’après avoir médité et enseigné les vrais principes de l’écriture'... Paris : l’auteur, An XII-1804. In-2°, 30 p. et 22 pl. (Paris BNF).
- Observations biographiques sur les artistes écrivains, lues dans la séance publique du 20 ventôse [An VI]. In Mémoires de la Société libre d’institution de Paris 1 (An VI) p. 17-23. (Paris BNF : R-23769).